# 수정과
수정과(水正果)는 한국의 전통 음료로, 생강, 곶감, 계피 등을 이용하여 만든다.
잘게 다진 생강과 계핏가루를 달인 물을 식힌 뒤에 곶감을 넣으며, 설탕이나 꿀로 단 맛을 낸다. 흔히 잣을 띄워 차갑게 마신다. 현대에는 주로 식사를 마친 후 후식처럼 마시기도 한다. 또한 캔으로 만든 제품으로 생산되어 판매되기도 한다.

## 역사
수정과는 1765년 『수작의궤(受爵儀軌)』에 처음 등장한 이후, 1798년 『임원십육지(林園十六志)』, 1896년 『규곤요람(閨壼要覽)』, 1924년 『조선무쌍신식요리제법(朝鮮無雙新式料理製法)』, 1939년 『조선요리법(朝鮮料理法)』 등 다양한 조리서에 등장했다.
처음에는 배와 유자를 넣어 만들다가 곶감을 불린 물에 생강과 잣을 넣어 만드는 방법으로 바뀌었다. 오래 두고 먹을 수 있도록 신맛이 나는 오미자를 넣어 먹기도 했다.
1795년, 『원행을묘정리의궤(園行乙卯整理儀軌)』를 보면 궁중 잔칫상에 올린 수정과의 종류가 20여 가지인 것으로 나온다. 주로 곶감을 이용한 수정과였으며, 배, 유자, 준시, 앵도, 복분자 등을 이용한 수정과도 있었다.

## 종류

### 건시수정과
흔히 알고 있는 전통 수정과이다. 생강과 계피를 주원료로 하며, 꿀이나 설탕을 첨가하여 맛을 낸다. 잣이나 말린 곶감을 썰어 띄워 낸다.

### 가련수정과
가련수정과는 오미자를 주재료로 사용한다. 연꽃의 꽃잎을 꿀이나 설탕 물에 담아둔다. 잎은 삶아서 녹말 가루가 입혀져야 한다. 연꽃잎을 띄워 낸다.

### 잡과수정과
달게 만들어진 물에 다진 유자나 배를 넣어 만든다. 이름대로 여러 과일이 들어간 수정과로 화채와 매우 비슷하다.

### 배수정과
말린 감 대신에 배를 사용한다. 과거에 딱딱한 배를 쉽게 먹기 위해 삶아서 먹기도 했으며, 수정과로 만들어 먹기도 했다.

### 호박수정과
기본적인 수정과에 호박을 더해 만든다. 주로 강원도에서 즐겨 먹는다.

## 만드는 방법

### 재료
생강, 계피, 흑설탕, 백설탕, 곶감, 호두, 잣

### 과정
1. 큰 냄비에 생강과 물을 넣고 고온에서 10분 간 가열한다. 끓어오르면 중간불로 낮추어 한 시간을 끓여낸 후 면보에 한 번 걸러낸다.
2. 냄비에 계피를 넣고 물을 붓는다. 고온에서 10분 간 가열한 후, 중간불로 낮춘다. 또 한 번 면보에 걸러낸다.
3. 1번의 생강 끓인 물과 2번의 계피 물을 냄비에 붓고 흑설탕과 백설탕을 넣는다. 11분 동안 고온에 끓인 후, 중간불로 낮추고 10분 간 더 끓인다. 다 끓으면 액체를 식힌다.
4. 상에 내기 전에 잘게 썬 곶감이나 잣을 띄운다.

| 시간     | 과정                                       | 불조절                 |
| -------- | ------------------------------------------ | ---------------------- |
| 재료준비 | 생강, 계피, 곶감, 흑설탕, 백설탕, 호두, 잣 |                        |
| 0 분     | 생강물을 준비한다                          | 센불 10분, 중간불 60분 |
| 70 분    | 계피물을 준비한다                          | 센불 10분, 중간불 60분 |
| 140 분   | 수정과를 끓인다                            | 센불 11분, 중간불 10분 |
| 160 분   | 잘게 썬 곶감이나 잣을 띄워 낸다.           |                        |

### Tip
- 향과 맛을 최대화하기 위해 생강과 계피를 따로 끓이는 것이 좋다.

## 효능
수정과의 주재료인 생강과 계피는 맵지만 단 맛이 느껴질 수 있다. 두 재료는 수정과를 마시는 자가 따뜻함을 느끼도록 하며 장을 보호한다. 곶감은 철분과 비타민 C 가 풍부하여 감기와 빈혈을 예방하는데 도움을 준다. 올레산과 리놀산 같은 불포화지방이 풍부한 잣은 피부에 좋으며 콜레스테롤 저하 및 고혈압 예방에 효과적이다. 칼슘과 마그네슘 같은 미네랄 또한 풍부하다. 신경 안정에 도움이 되며 다양한 심장병을 예방한다. 또한 비타민 A 와 베타 카토틴도 풍부하다.

### 계피
계피는 항염 작용, 향균 작용, 혈당 조절, 심혈관 질환 감소, 인지 기능 향상 및 암 위험 감소에 효과가 있다는 연구 결과가 있다. 또한, 당뇨병의 약제로도 사용된다.

### 생강
생강은 고대부터 의약 목적으로 사용되었다. 주로 메스꺼움과 구토의 치료제로 사용되었다. 생강의 매운 맛을 내게 하는 쇼가올과 진저롤 성분은 콜레라균을 살균하는 데 도움이 된다. 또한 항산화 효과가 우수하고 항암 효과가 탁월하다. 생강차는 열이 나거나 감기에 걸린 사람에게 도움이 된다.

## 갤러리

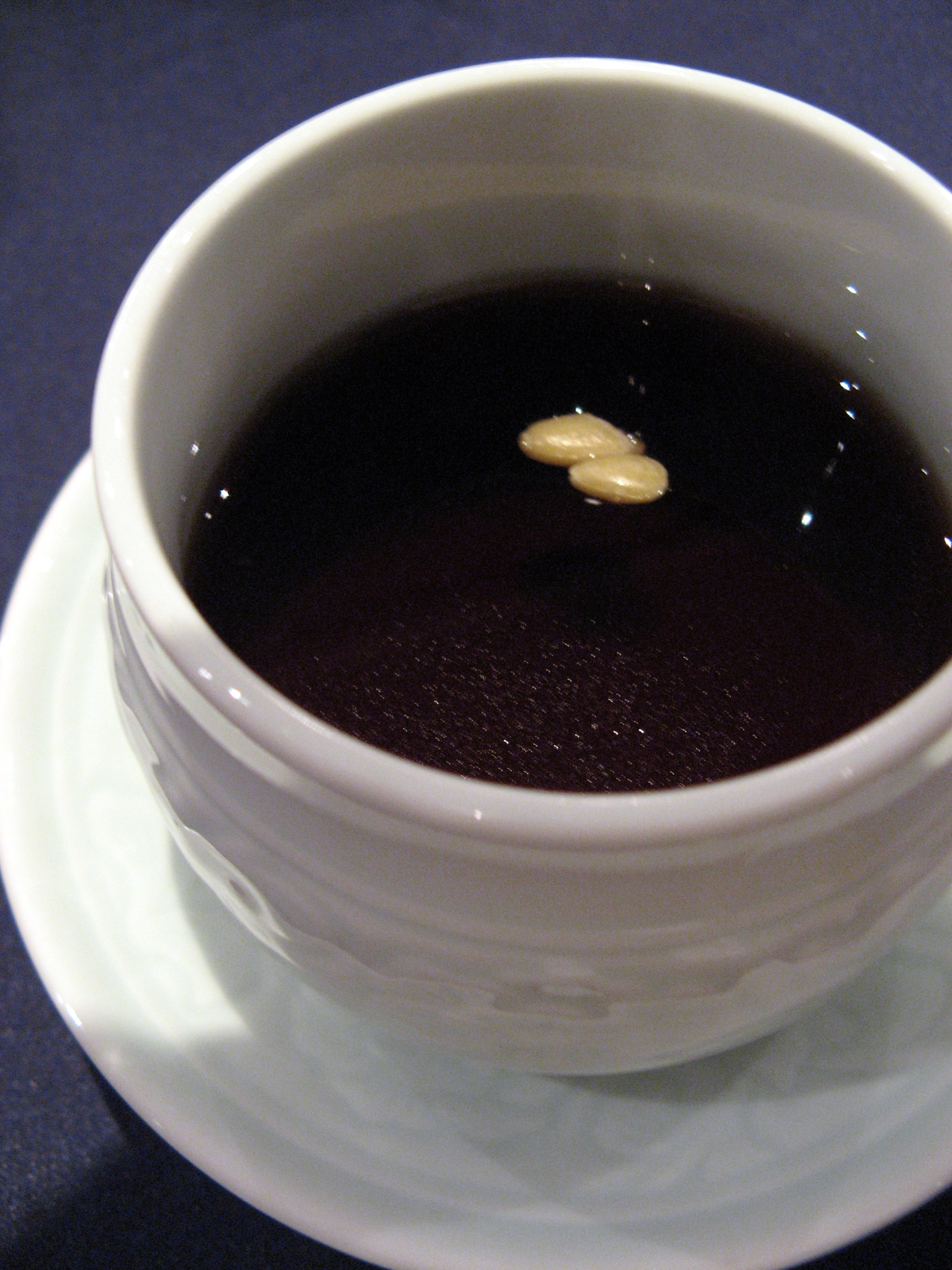
수정과.
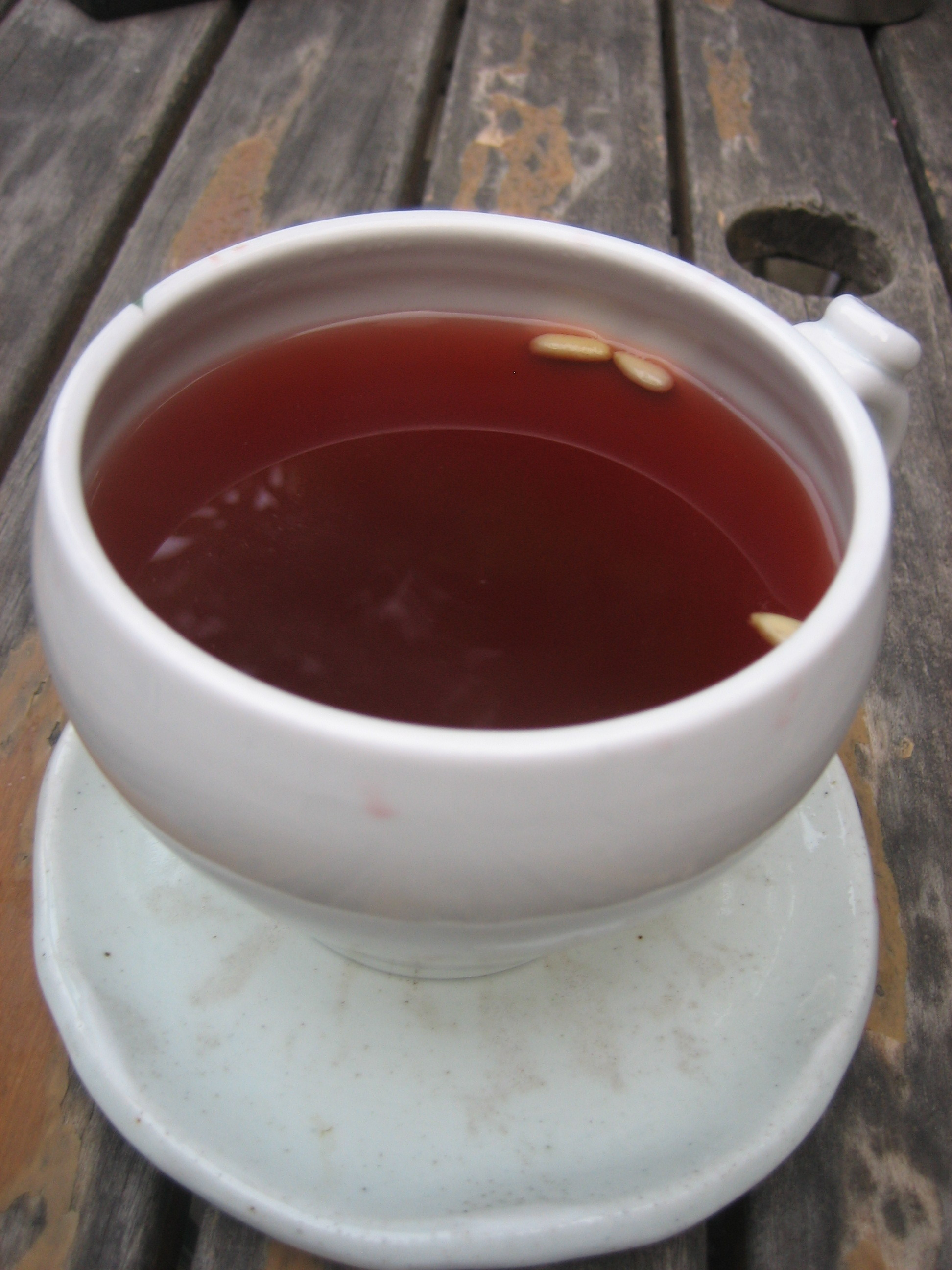
수정과.
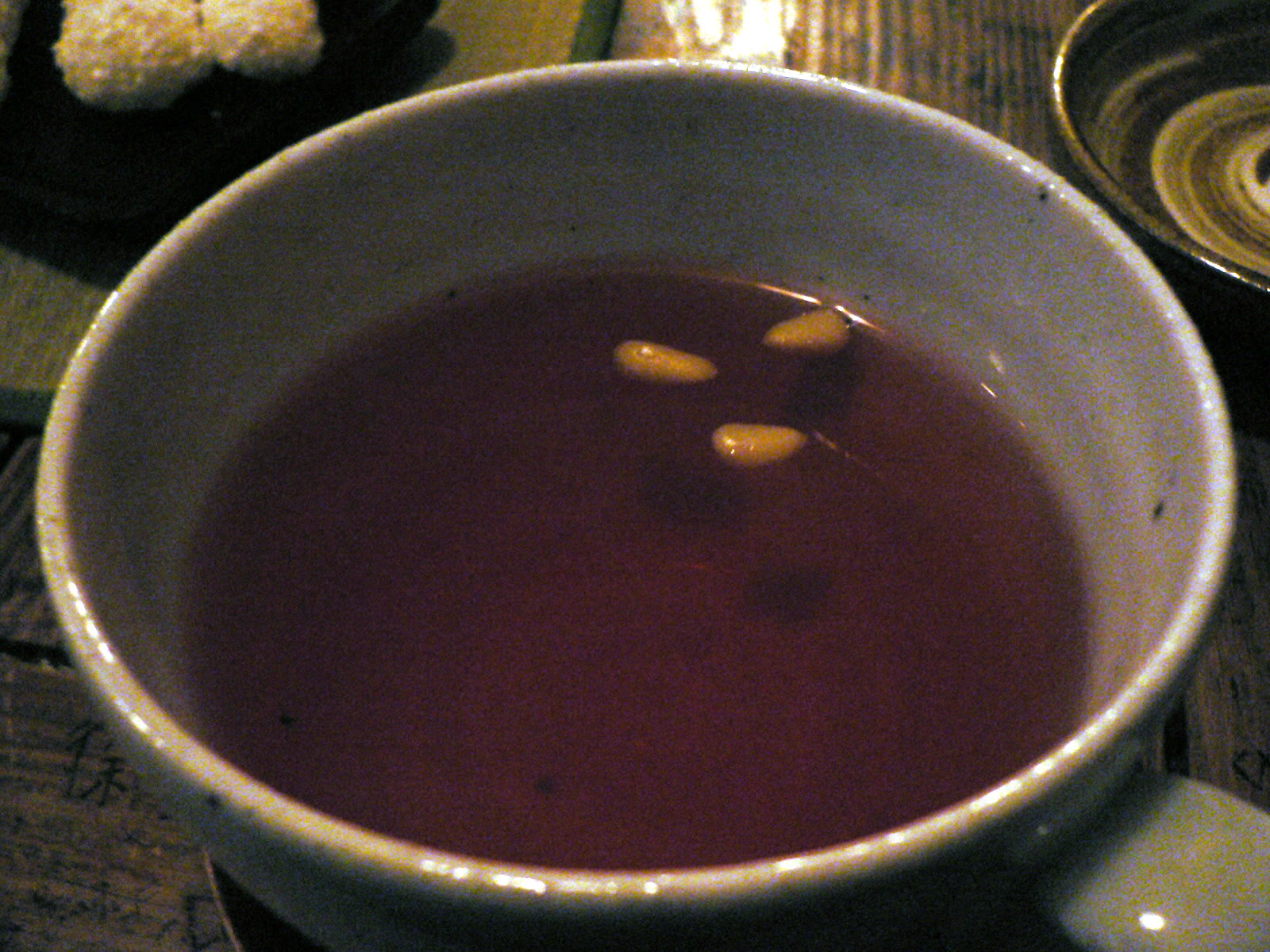
수정과의 모습.
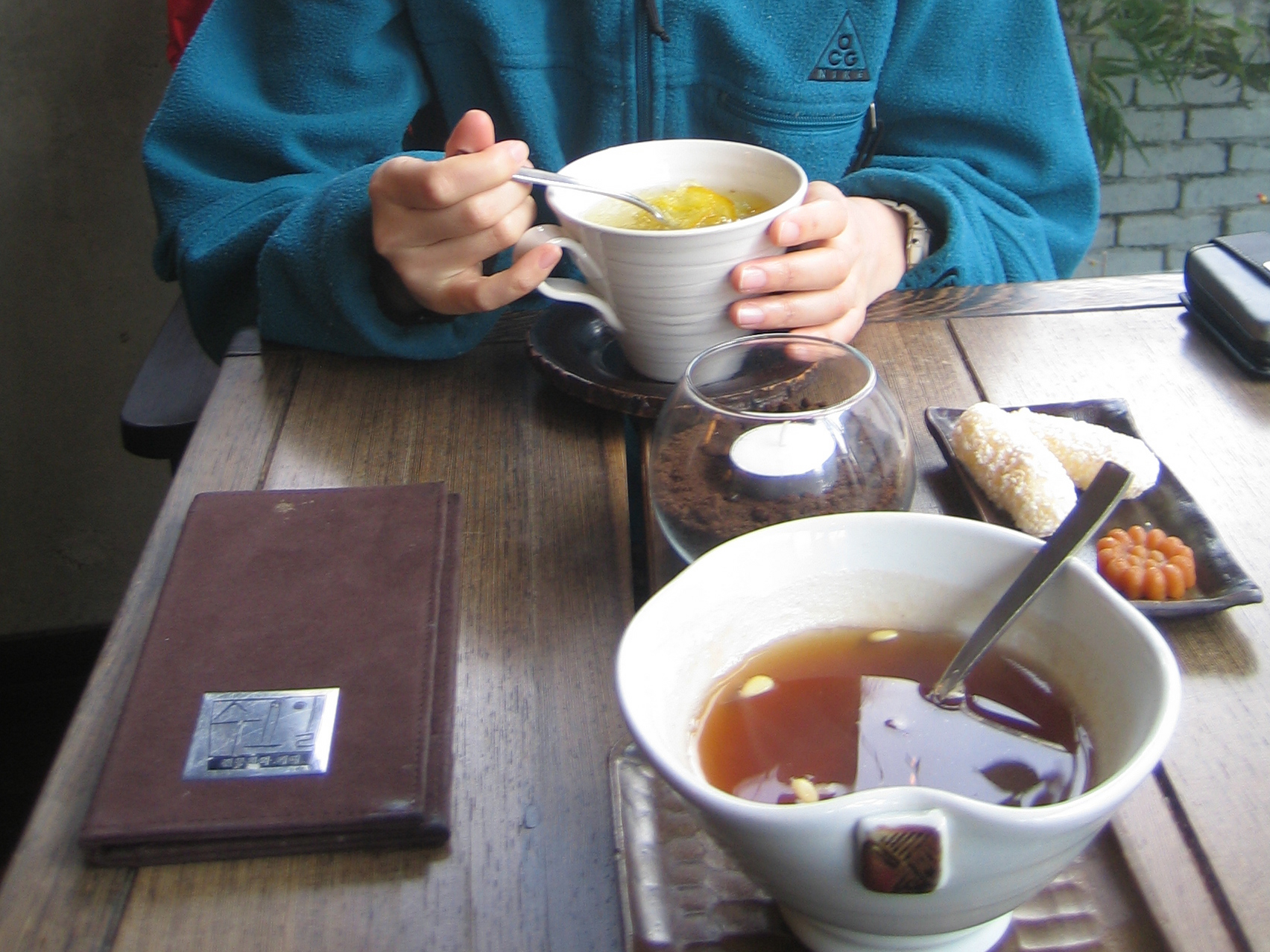
수정과의 모습.
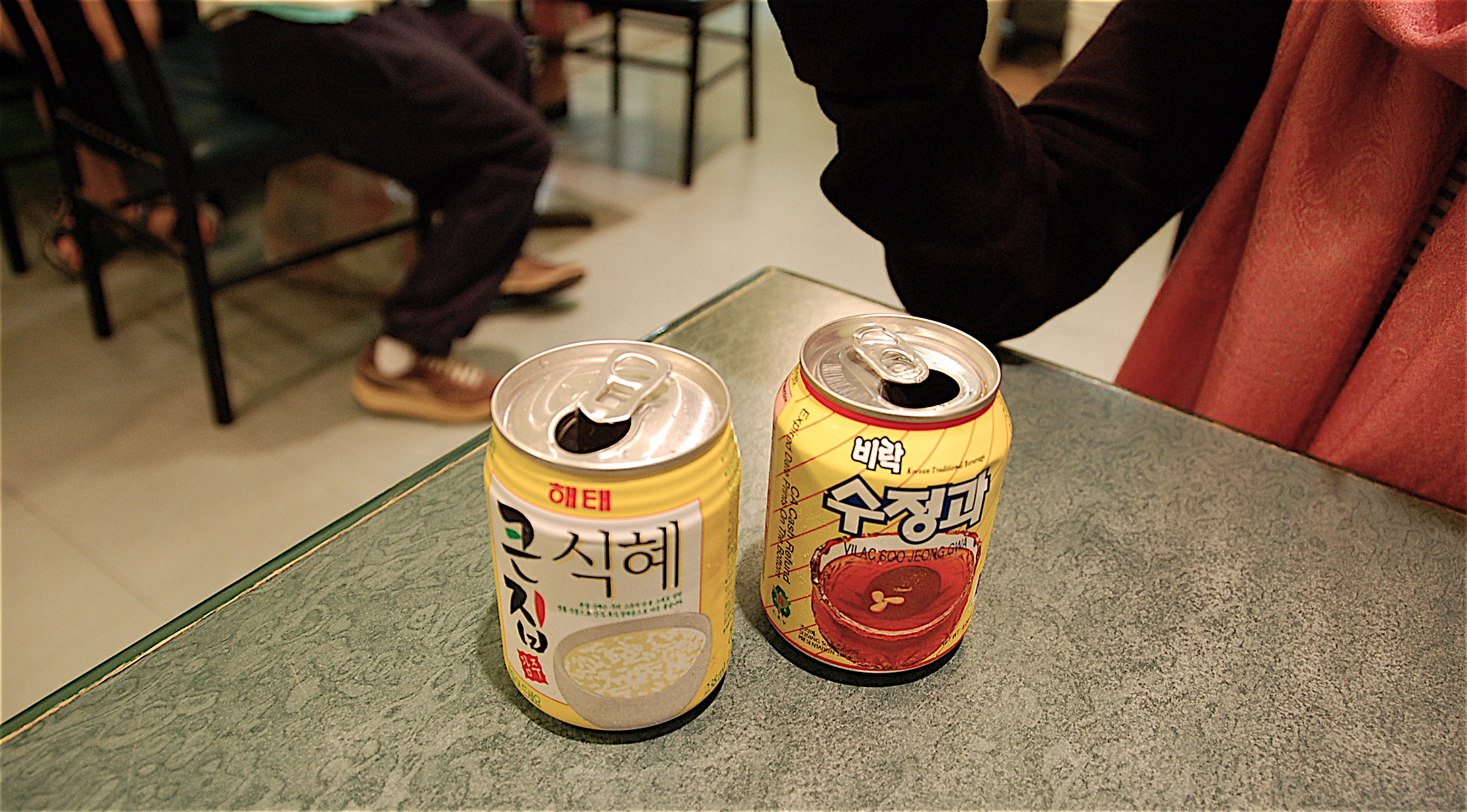
캔 형태로 만들어진 수정과. (오른쪽)

## 같이 보기
- 식혜
- 단술
- 화채
- 전통차